# Resolutie 1530 Veiligheidsraad Verenigde Naties
Resolutie 1530 van de Veiligheidsraad van de Verenigde Naties werd op 11 maart 2004 unaniem door de VN-Veiligheidsraad aangenomen en veroordeelde de terroristische aanslagen in Madrid van 11 maart 2004.

## Achtergrond
Op 11 maart 2004 vonden 191 mensen de dood en raakten zo'n 1400 gewond bij bomaanslagen op vier treinen in de Spaanse hoofdstad Madrid. Hoewel de terreuraanslagen eerst werd toegeschreven aan de ETA, werden ze nadien opgeëist door Al Qaida.

## Inhoud
De Veiligheidsraad:
- Bevestigt de doelstellingen en principes van het Handvest van de Verenigde Naties en haar relevante resoluties waarvan resolutie 1373 in het bijzonder.
- Bevestigt dat terrorisme met alle mogelijke middelen moet worden bestreden.

1. Veroordeelt de bomaanslagen in Madrid op 11 maart, waarbij vele doden en gewonden vielen, en verschillende andere aanslagen in andere landen.
2. Condoleert volk en overheid van Spanje, en de slachtoffers en hun families.
3. Dringt er bij alle landen op aan samen te werken om de daders te berechten.
4. Is vastberaden alle vormen van terrorisme te bestrijden.

## Verwante resoluties
- Resolutie 1516 Veiligheidsraad Verenigde Naties (2003)
- Resolutie 1526 Veiligheidsraad Verenigde Naties
- Resolutie 1535 Veiligheidsraad Verenigde Naties
- Resolutie 1566 Veiligheidsraad Verenigde Naties

Lijst ·  1522 ·  1523 ·  1524 ·  1525 ·  1526 ·  1527 ·  1528 ·  1529 ·  1530 ·  1531 ·  1532 ·  1533 ·  1534 ·  1535 ·  1536 ·  1537 ·  1538 ·  1539 ·  1540 ·  1541 ·  1542 ·  1543 ·  1544 ·  1545 ·  1546 ·  1547 ·  1548 ·  1549 ·  1550 ·  1551 ·  1552 ·  1553 ·  1554 ·  1555 ·  1556 ·  1557 ·  1558 ·  1559 ·  1560 ·  1561 ·  1562 ·  1563 ·  1564 ·  1565 ·  1566 ·  1567 ·  1568 ·  1569 ·  1570 ·  1571 ·  1572 ·  1573 ·  1574 ·  1575 ·  1576 ·  1577 ·  1578 ·  1579 ·  1580